# جاده ۶ ایالات متحده آمریکا
جاده ۶ ایالات متحده آمریکا (انگلیسی: U.S. Route 6) یا بزرگراه ارتش بزرگ جمهوری یکی از بزرگراه‌های ایالات متحده آمریکا است که به طول ۳٬۱۹۸٫ کیلومتر از پراوینستاون، ماساچوست شروع و در بیشاپ، کالیفرنیا به پایان می‌رسد. این بزرگراه شرق آمریکا را به غرب این کشور متصل میکند.

## نگارخانه

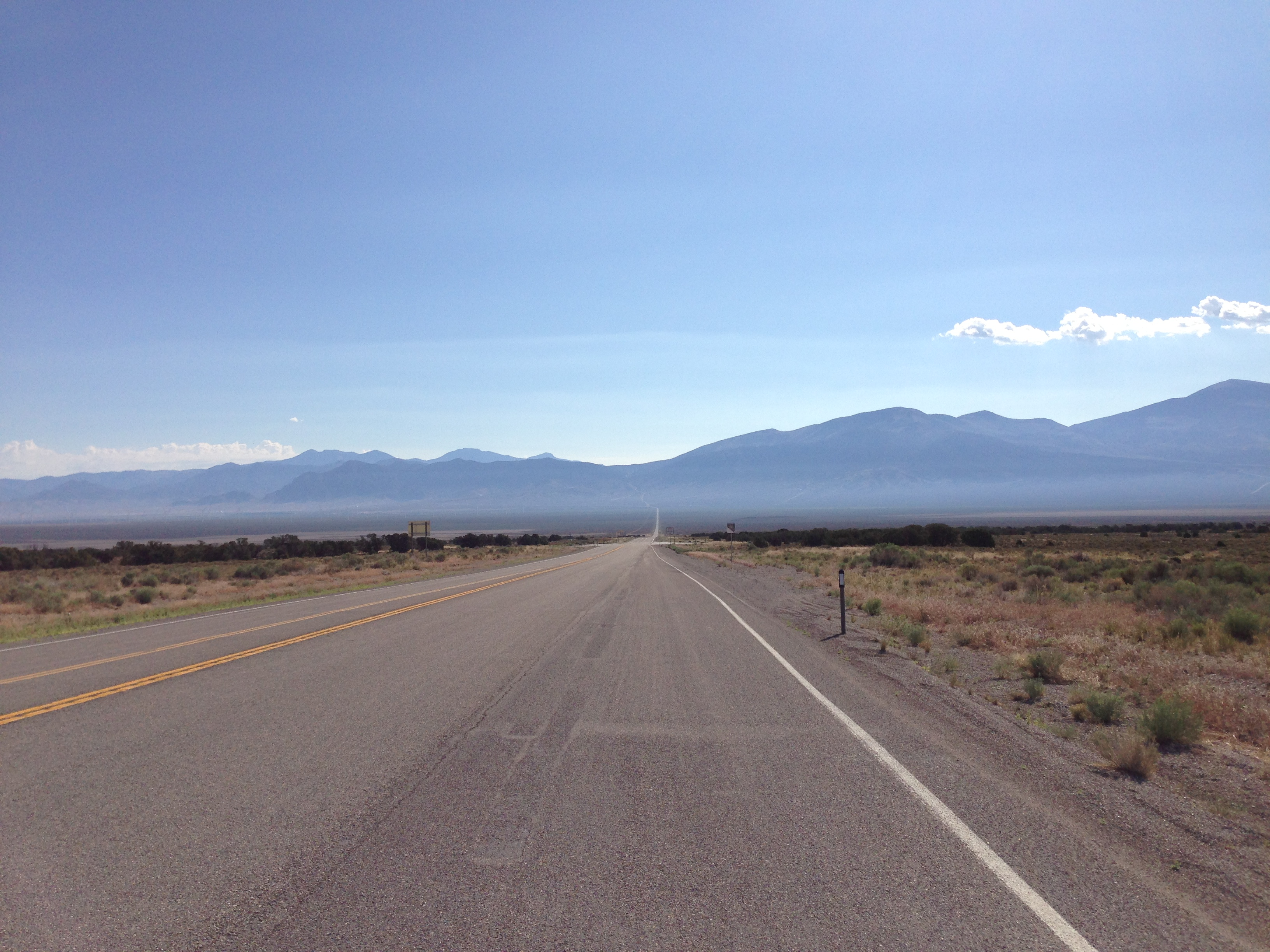
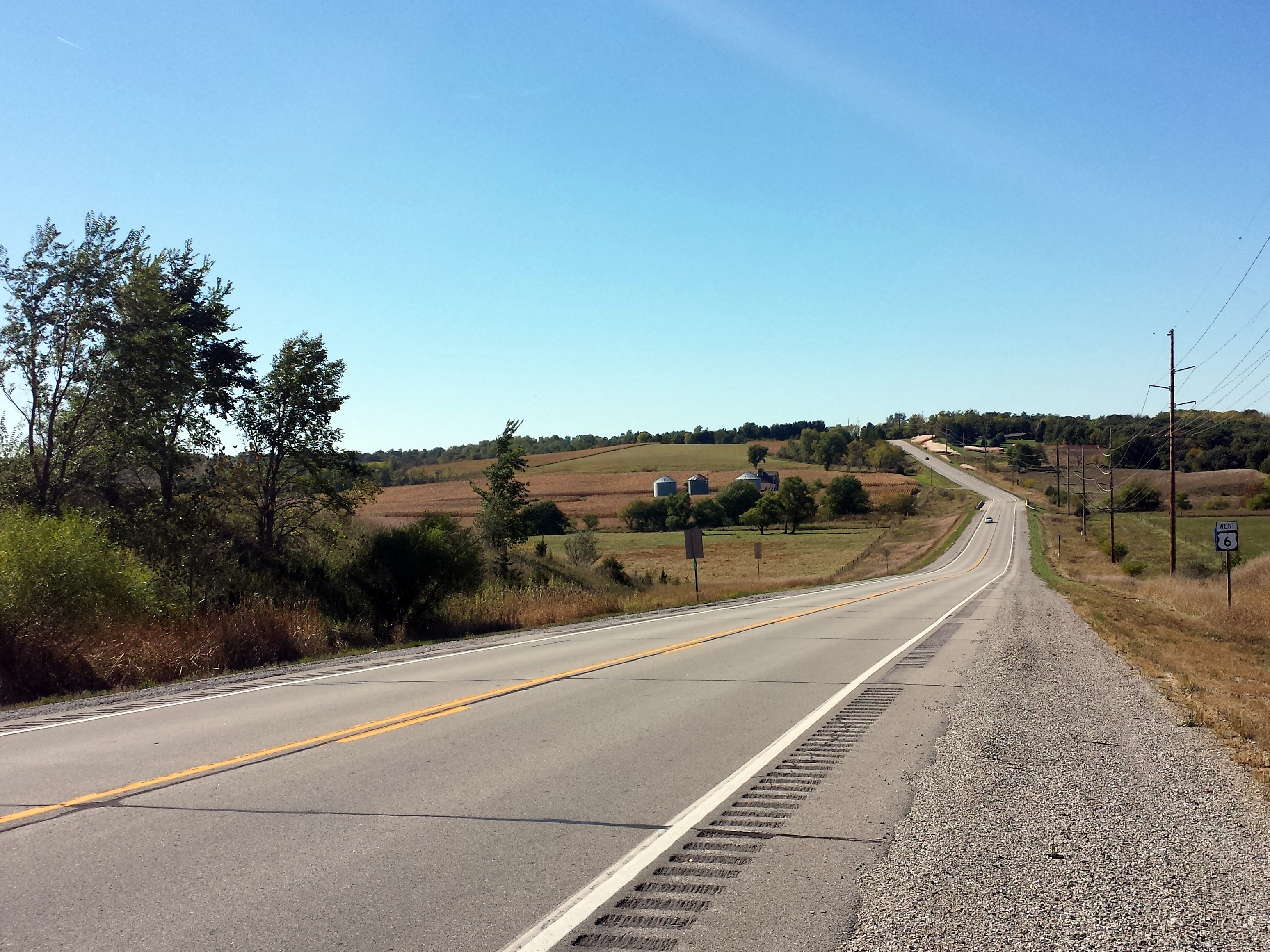
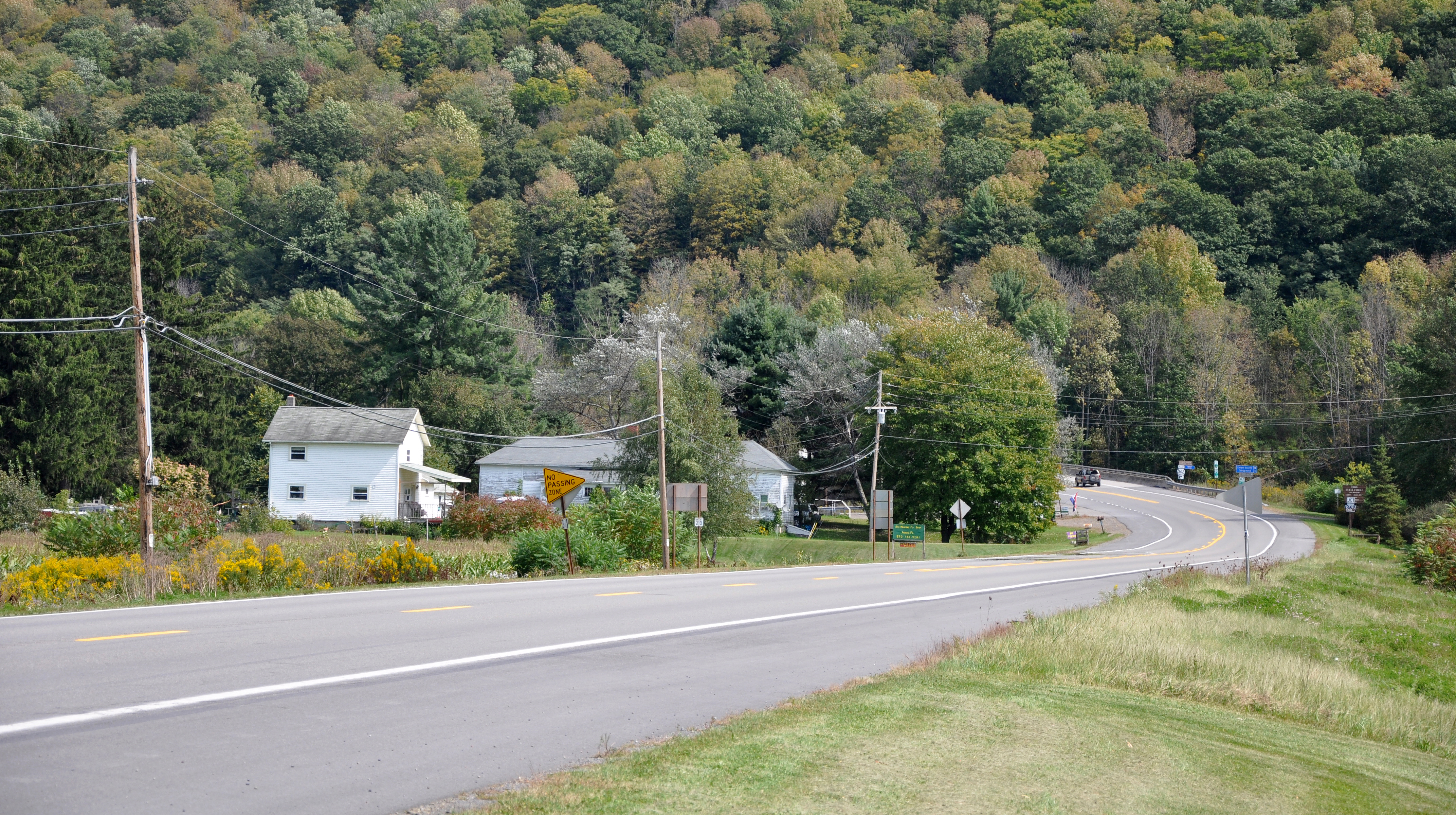
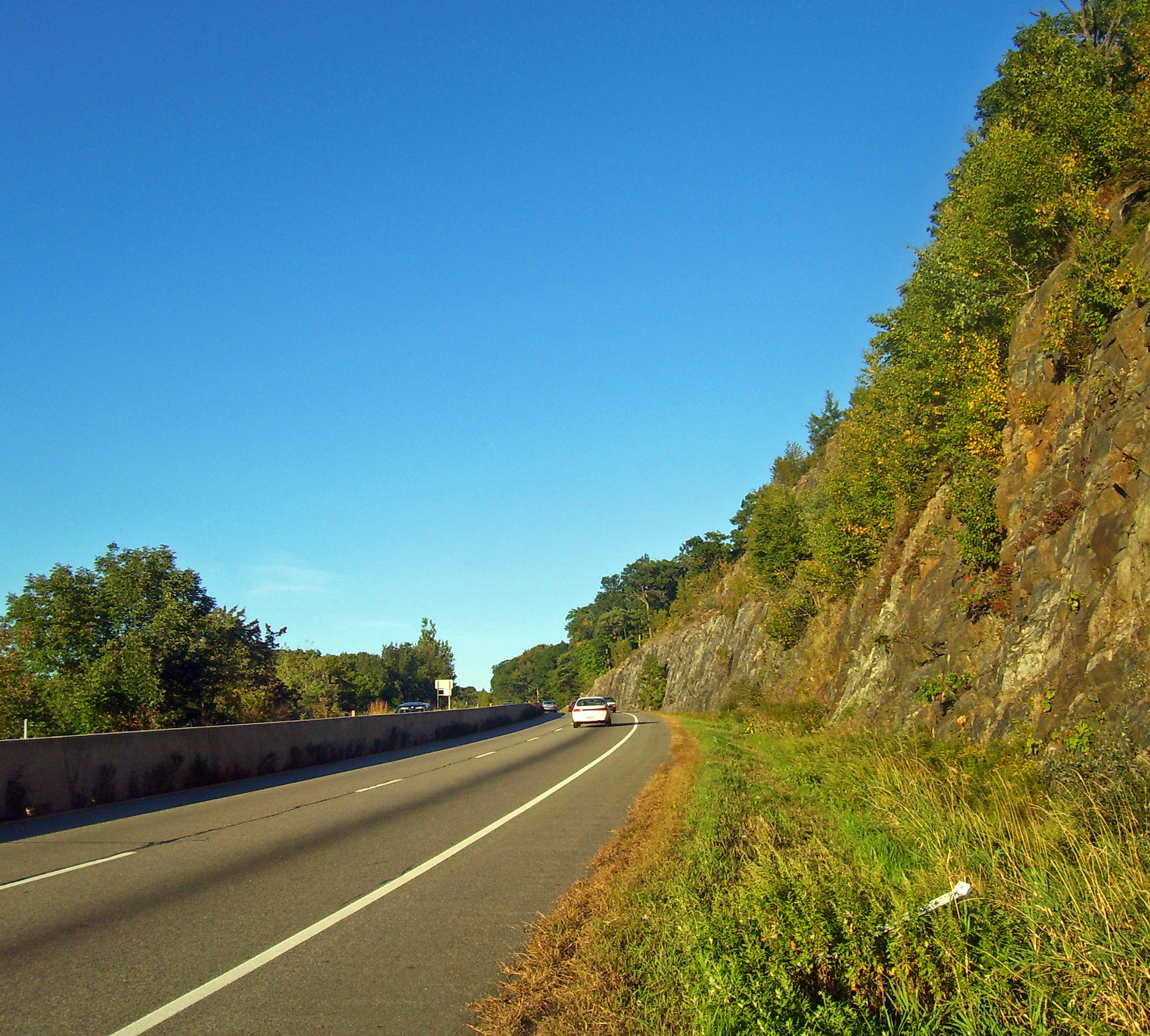